# Abdellatif Fellaini
Abdellatif Fellaini (* 1948 in Tanger) ist ein in Belgien lebender ehemaliger marokkanischer Fußballtorhüter und Vater des belgischen ehemaligen Nationalspielers Marouane Fellaini.

## Leben
Fellaini spielte in seiner Heimat Marokko als Torwart in der obersten Liga für die Vereine Raja Casablanca und Hassania d’Agadir. 1972 wollte er nach Europa wechseln und unterschrieb beim belgischen Erstligisten KRC Mechelen. Sein marokkanischer Klub verweigerte ihm jedoch den Wechsel nach Europa.
Anstatt nach Marokko zurückzukehren, beendete Fellaini seine aktive Karriere und wurde Busfahrer für die Brüsseler Verkehrsbetriebe.
Im Brüsseler Vorort Etterbeek kam 1987 sein Sohn Marouane zur Welt, der inzwischen für die belgische Fußballnationalmannschaft spielt.